# Dale Abbey
Dale Abbey est une paroisse civile et un village du Derbyshire, en Angleterre.